# 10月6日
10月6日（じゅうがつむいか）は、グレゴリオ暦で年始から279日目（閏年では280日目）にあたり、年末まであと86日ある。

## できごと

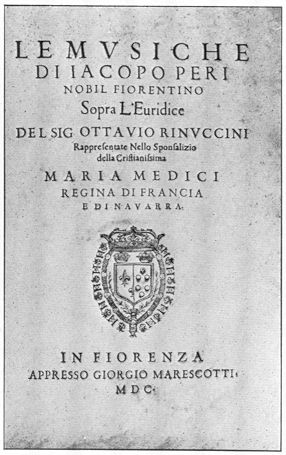
現存する世界最古のオペラ作品、『エウリディーチェ』初演(1600)

- 23年（地皇4年9月3日） - 王莽が殺害される（新が滅亡）。
- 891年 - フォルモススがローマ教皇に即位。
- 1342年（康永元年9月6日） - 土岐頼遠が光厳上皇に狼藉行為をする。
- 1600年 - 現存する世界最古のオペラであるヤコポ・ペーリの『エウリディーチェ』が、フィレンツェのピッティ宮殿でのマリア・デ・メディチとフランスのアンリ4世の結婚式で初演される[1]。
- 1777年 - アメリカ独立戦争: クリントン砦とモントゴメリー砦の戦いで英軍勝利。
- 1868年（慶応4年8月21日） - 会津戦争: 母成峠の戦い[2]。
- 1876年 - 米国ペンシルベニア州フィラデルフィアでアメリカ図書館協会が創設される[3]。
- 1889年 - トーマス・エジソンが初の映画の実験を行う。
- 1906年 - イラン立憲革命: イスラーム諮問評議会（イラン国会）が成立。
- 1908年 - ボスニア・ヘルツェゴビナ併合。オーストリア・ハンガリー帝国がボスニア・ヘルツェゴビナ併合を宣言。
- 1913年 - 日本・イギリス・ロシア・ドイツ・フランスなど13か国が中華民国政府を承認。
- 1927年 - 世界初のトーキー映画『ジャズ・シンガー』が初公開される。
- 1928年 - 蔣介石が中国国民政府（蔣介石政権）主席に就任。
- 1932年 - 赤色ギャング事件。日本初の銀行強盗事件。
- 1943年 - 第二次世界大戦・ソロモン諸島の戦い: 第二次ベララベラ海戦。
- 1946年 - 京郷新聞創刊。
- 1948年 - 昭和電工事件: 西尾末広前副総理を逮捕。
- 1954年 - 日本、コロンボ・プランに参加。アジア諸国への経済支援を開始[4]。
- 1955年 - ユナイテッド航空409便墜落事故。ユナイテッド航空機がロッキー山脈に激突し墜落、乗員乗客66名全員が死亡。
- 1965年 - ブルーボーイ事件。東京地検が性転換手術をした医師を取り調べ。
- 1968年 - スワジランド王国国旗が制定。
- 1968年 - 南海の皆川睦雄が対東映戦でシーズン30勝を達成する。今のところこれが最後のプロ野球シーズン30勝達成になっている
- 1969年 - 千葉県松戸市役所が、市民の苦情にすぐ対応する「すぐやる課」を設置[5]。
- 1969年 - 日本テレビ『NTV紅白歌のベストテン』放送開始。のちに『ザ・トップテン』『歌のトップテン』へと継承される。
- 1973年 - 第四次中東戦争勃発。第一オイルショックを引き起こす。
- 1974年 - 読売テレビにて『宇宙戦艦ヤマト』が放送開始。
- 1976年 - 中華人民共和国で江青ら四人組が逮捕され、文化大革命が終了。
- 1976年 - クバーナ航空455便爆破事件。
- 1977年 - ソビエト連邦のMiG-29戦闘機が初飛行。
- 1980年 - アニメ「ルパン三世 (第二シリーズ)」の最終回「さらば愛しきルパンよ」が放送される。
- 1981年 - エジプトのアンワル・アッ＝サーダート大統領が暗殺（英語版）される。
- 1985年 - 樽見鉄道開業。大垣〜神海間は国鉄、神海〜樽見間は日本鉄道建設公団の建設した線から転換。
- 1985年 - TBS『アッコにおまかせ!』が放送開始。
- 1986年 - ソ連のヤンキー型原子力潜水艦「K-219」がバミューダ諸島沖の大西洋で核ミサイルの燃料爆発で沈没、乗組員4人が死亡。
- 1986年 - 福岡県田川郡大任町の崎野正規町長が銃撃され死亡。
- 1987年 - フィジーが共和制に移行。
- 1995年 - ペガスス座51番星に初の太陽系外惑星が発見される[6]。
- 1999年 - 女子差別撤廃条約の選択議定書が採択される。
- 2000年 - スロボダン・ミロシェヴィッチがユーゴスラビア大統領を辞任。
- 2000年 - 鳥取県西部地震。
- 2001年 - JR九州 福北ゆたか線の運行開始。
- 2004年 - 名古屋臨海高速鉄道西名古屋港線（あおなみ線）名古屋駅 - 金城ふ頭駅間が開業。
- 2004年 - 名古屋市営地下鉄4号線の名古屋大学駅 - 新瑞橋駅間が開業。名城線として、日本の地下鉄では初の環状運転を開始[7]。
- 2004年 - イラク調査団（英語版）の、「イラク戦争開戦時、イラクに大量破壊兵器は存在しなかった」とする報告書(デュエルファー・リポート)が米議会に提出される。
- 2006年 - 低気圧による暴風で、鹿島港外にて貨物船（ジャイアントステップ号）が走錨、船体切断し死者・行方不明者10名。宮城県沖でも漁船（第七千代丸）が座礁し、乗組員16人全員が死亡・行方不明。
- 2009年 - ルワンダ虐殺に関与したイデルフォンス・ニゼイマナが国際刑事警察機構に拘束。
- 2010年 - ノーベル化学賞を北海道大学名誉教授鈴木章とパデュー大学教授根岸英一が同時受賞[8]。
- 2017年 - 日立妻子6人殺害事件が発生[9]。
- 2018年 - 築地市場が閉場[10]。同年10月11日、卸売市場は豊洲に移転した[11]。

## 誕生日

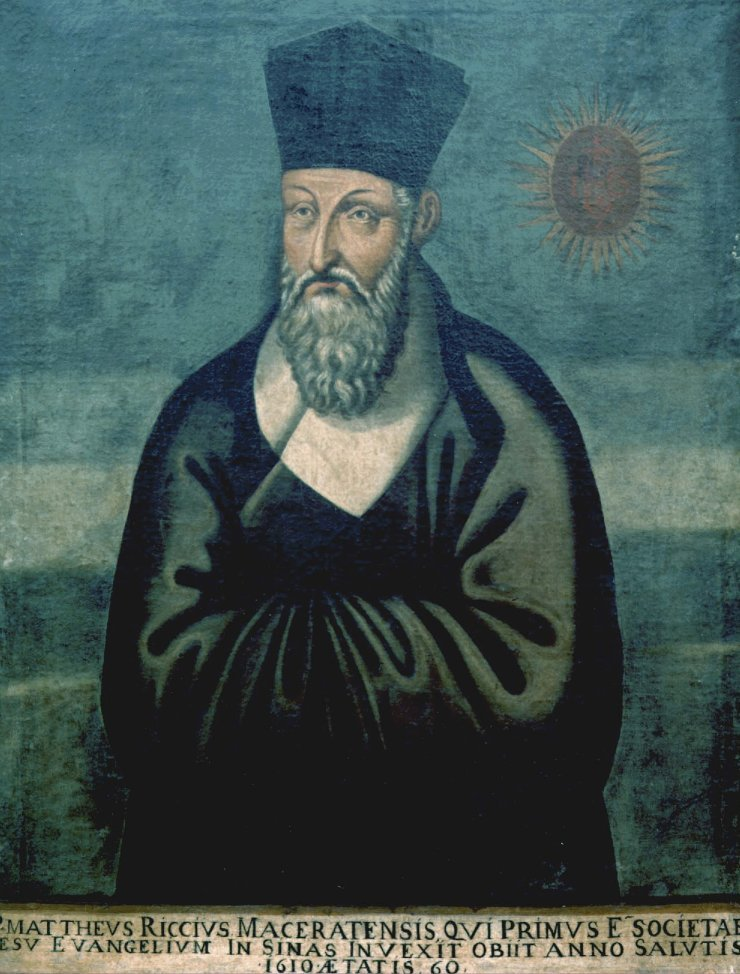
明で活躍したイエズス会の宣教師マテオ・リッチ(1552-1610)誕生。

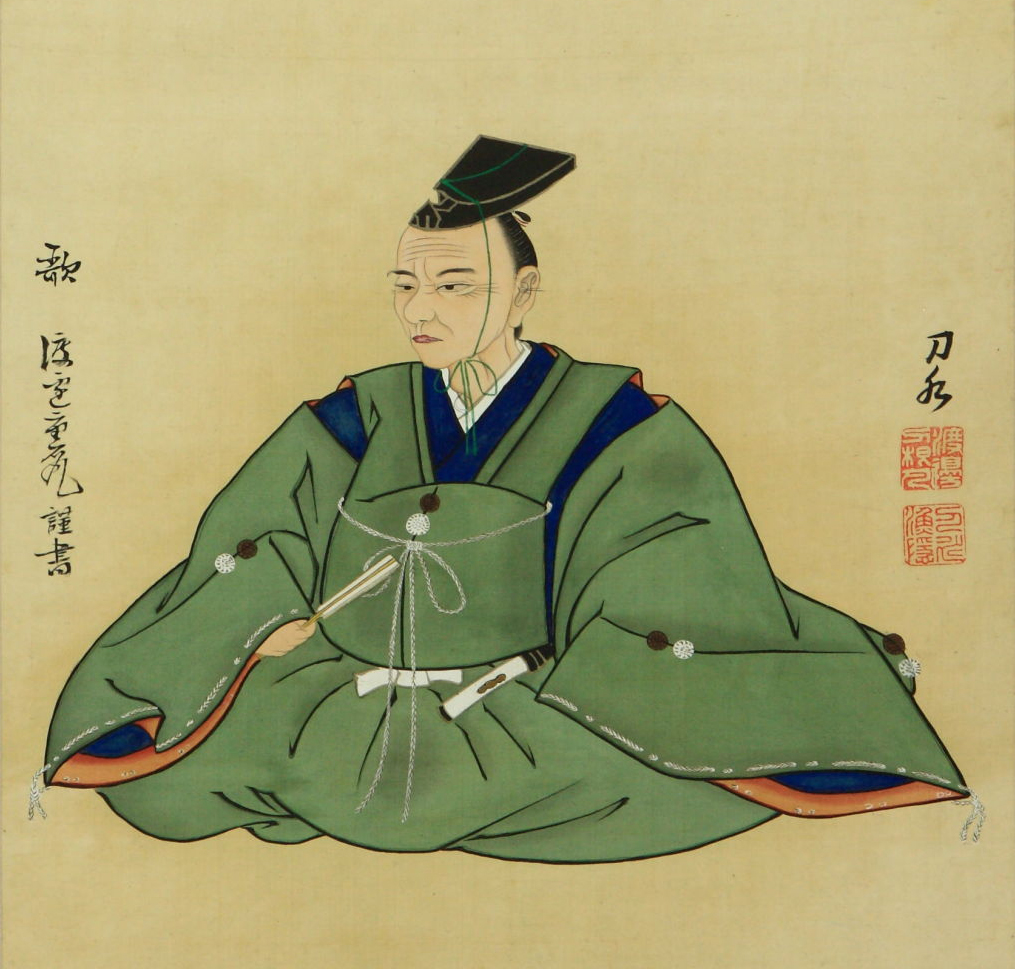
復古神道を大成した国学者平田篤胤(1776-1843)誕生。

- 1459年 - マルティン・ベハイム、天文学者、地理学者、探検家（+ 1507年）
- 1552年 - マテオ・リッチ、司祭（+ 1610年）
- 1573年 - ヘンリー・リズリー (第3代サウサンプトン伯)、イングランドの貴族 (+ 1624年)
- 1715年（正徳5年9月9日） - 遠山友将、苗木藩6代藩主（+ 1732年）
- 1727年（享保12年8月22日） - 小笠原忠総、小倉藩4代藩主（+ 1790年）
- 1769年 - アイザック・ブロック、軍人（+ 1812年）
- 1773年 - ルイ＝フィリップ、フランス国王（+ 1850年）
- 1776年（安永5年8月24日） - 平田篤胤、国学者、神道家（+ 1843年）
- 1785年（天明5年9月4日） - 安藤信義、磐城平藩3代藩主（+ 1844年）
- 1821年（文政4年9月11日） - 池田政和、生坂藩7代藩主（+ 1858年）
- 1855年（安政2年8月26日） - 吉川経健、岩国藩2代藩主（+ 1909年）
- 1863年 - 穂積歌子、歌人（+1932年）
- 1867年（慶応3年9月9日） - 平山信、天文学者（+ 1945年）
- 1867年 - 門野重九郎、実業家、元大倉土木（現大成建設）会長（+ 1958年）
- 1882年 - カロル・シマノフスキ、作曲家、ピアニスト（+ 1937年）
- 1886年 - エドヴィン・フィッシャー、ピアニスト（+ 1960年）
- 1887年 - ル・コルビュジエ、建築家（+ 1965年）
- 1897年 - 千嘉代子、茶人（+ 1980年）
- 1901年 - 西野綱三、ラグビー指導者、選手（+ 1984年）
- 1901年 - エベリーン・ド・ボリス＝レイモンド・マルコス、生物学者（+ 1990年）
- 1901年 - 安西浩、実業家（+ 1990年）
- 1902年 - 上林暁、小説家（+ 1980年）
- 1903年 - 實川清之、政治家（+ 1980年）
- 1906年 - ジャネット・ゲイナー、女優（+ 1984年）
- 1906年 - 伊藤郷平、地理学者（+ 1984年）
- 1907年 - 山本力蔵、実業家、政治家、元香取郡小見川町長（+ 1983年）
- 1908年 - キャロル・ロンバード、女優（+ 1942年）
- 1909年 - 荘司雅子、教育学者、広島大学名誉教授（+ 1998年）
- 1910年 - 牧野直隆、第4代日本高等学校野球連盟会長（+ 2006年）
- 1914年 - トール・ヘイエルダール、人類学者、探検家（+ 2002年）
- 1917年 - 大山桂、海洋生物学者（+ 1995年）
- 1923年 - 土屋亨、元プロ野球選手（+ 2002年）
- 1924年 - 久保田真苗、政治家（+ 2008年）
- 1924年 - 石橋政嗣、政治家（+ 2019年）
- 1924年 - 桜沢三郎、プロ野球選手（+ 没年不詳）
- 1926年 - 桂小金治、落語家、司会者（+ 2014年）
- 1927年 - 藤島桓夫、歌手（+ 1994年）
- 1927年 - 張榮發、実業家、長栄海運創業者（+ 2016年[12]）
- 1930年 - 藤本勝彦、元騎手
- 1930年 - ハーフィズ・アル＝アサド、政治家、シリア大統領（+ 2000年）
- 1932年 - 松岡雅俊、元プロ野球選手（+ 2014年）
- 1933年 - 海老名香葉子[13]、エッセイスト
- 1935年 - 土屋正孝、元プロ野球選手
- 1935年 - 芦川いづみ、女優
- 1935年 - 岩見隆夫、ジャーナリスト、政治評論家、毎日新聞特別顧問（+ 2014年）
- 1937年 - 江藤慎一、元プロ野球選手（+ 2008年）
- 1938年 - 辰市祐英、元プロ野球選手
- 1941年 - 雁屋哲、漫画原作者
- 1942年 - 大橋英五、会計学者
- 1941年 - 野口元三、元プロ野球選手
- 1943年 - 大石弥太郎、元プロ野球選手（+ 2024年）
- 1944年 - 榊裕之、工学者、東京大学名誉教授
- 1944年 - 采谷義秋、元陸上競技選手（+ 2022年）
- 1945年 - 太田昭宏、政治家
- 1946年 - 西川ヘレン、タレント
- 1946年 - 松井三郎、政治家、元掛川市長
- 1946年 - 東順治、政治家（+ 2023年）
- 1947年 - 釘宮磐、政治家
- 1948年 - 横山たかし、漫才師（+ 2019年）
- 1948年 - 望月充、元プロ野球選手（+ 2015年）
- 1949年 - 三好俊行、アナウンサー
- 1950年 - 伊藤隆敏、経済学者、東京大学名誉教授、一橋大学名誉教授
- 1950年 - 三井誠、作曲家、編曲家、ギター奏者
- 1950年 - 伊藤多喜雄、民謡歌手、作曲家
- 1950年 - アテフ・ハリム、ヴァイオリニスト
- 1951年 - だるま二郎、元俳優
- 1951年 - 島村雄二、元プロ野球選手
- 1952年 - 埜本修、実業家
- 1952年 - 國分文也、実業家
- 1953年 - 清水勉、弁護士
- 1953年 - 菅野由弘、作曲家
- 1957年 - 鈴木聡、英文学者、東京外国語大学名誉教授
- 1957年 - 西本明、キーボーディスト、アレンジャー、音楽プロデューサー
- 1957年 - アルフレド・グリフィン、元プロ野球選手
- 1958年 - 三枝純子、歌手
- 1958年 - トミー青山、元プロレスラー
- 1959年 - 中沢けい、小説家
- 1959年 - 頼清徳、政治家、中華民国総統
- 1960年 - 岡真理、京都大学教授
- 1960年 - 広瀬さとし、ミュージシャン（44MAGNUM）
- 1960年 - セルゲイ・ポノマレンコ、フィギュアスケート選手
- 1960年 - 高橋徹、レーシングドライバー（+1983年）
- 1961年 - 松田美由紀、女優
- 1961年 - 中居謹蔵、元プロ野球選手
- 1962年 - 寺崎貴司、アナウンサー
- 1962年 - デイヴィッド・ベイカー、生化学者
- 1963年 - エリザベス・シュー、女優
- 1964年 - 山崎峰水、漫画家
- 1965年 - 神谷誠、特撮監督、映画監督
- 1966年 - 二宮正己、元プロ野球選手
- 1966年 - アーキー・シアンフロッコ、元プロ野球選手
- 1966年 - 関根毅、元プロ野球選手
- 1969年 - オザワ部長、吹奏楽作家
- 1969年 - 成田貴志、元バレーボール選手
- 1970年 - GAKU-MC、ミュージシャン
- 1970年 - 広川ひかる、タレント
- 1970年 - 境秋範、元サッカー選手
- 1970年 - 鳥巣朱美、空手家、元プロレスラー
- 1970年 - ダレン・オリバー、元プロ野球選手
- 1971年 - 姫乃樹リカ、歌手、タレント
- 1971年 - 都啓一、ミュージシャン（SOPHIA）
- 1971年 - 田中勝也、サッカー指導者、元サッカー選手
- 1971年 - 東谷義和、元実業家、元政治家
- 1972年 - 金原亭龍馬、落語家
- 1972年 - 真田圭一、将棋棋士
- 1972年 - 川畑勇一、元プロ野球選手
- 1972年 - リュ・シウォン、俳優
- 1972年 - マーク・シュワルツァー、サッカー選手
- 1973年 - 遠野舞子、女優、タレント
- 1973年 - 桃吐マキル、イラストレーター、実業家
- 1974年 - 神鳥裕之、元ラグビー選手、指導者
- 1974年 - 川嶋勝重、元プロボクサー
- 1974年 - 上路雪江、フリーアナウンサー
- 1975年 - 林原由佳、政治家、弁護士、薬剤師
- 1975年 - 小島大作、元プロ野球選手
- 1976年 - 嘉㔟敏弘、元プロ野球選手
- 1976年 - フレディ・ガルシア、元プロ野球選手
- 1976年 - ジャック・サントラ、元プロ野球選手
- 1976年 - 徐熙媛、女優（+ 2025年）
- 1977年 - 福島善成、お笑いタレント（ガリットチュウ）
- 1977年 - 松村良太、俳優
- 1978年 - デニス・ペチュホフ、フィギュアスケート選手
- 1978年 - 高国慶、元野球選手
- 1979年 - 内藤恵美、ソフトボール選手
- 1981年 - 伊調千春、教師、元レスリング選手
- 1981年 - 早川えみ、歌手
- 1981年 - 流石景、漫画家
- 1981年 - 野田恭平、元サッカー選手
- 1981年 - 茂原岳人、元サッカー選手
- 1981年 - ジョエル・ハンラハン、元プロ野球選手
- 1982年 - 美月優、演歌歌手
- 1982年 - 加藤暁彦、元プロ野球選手
- 1982年 - 武藤英紀、レーシングドライバー
- 1982年 - 上杉美浩、女優、モデル
- 1983年 - 清田祐三、元プロボクサー、第15代・第16代OPBF東洋太平洋スーパーミドル級王者
- 1983年 - ラダメス・リズ、プロ野球選手
- 1983年 - SUGI、プロレスラー
- 1984年 - 西脇雅仁、元アイスホッケー選手
- 1984年 - ジェニファー・ドン、フィギュアスケート選手
- 1984年 - アレクサンダー・ガージ、元フィギュアスケート選手
- 1985年 - 鈴木康大、カヌー選手
- 1985年 - 森野美咲、女優
- 1985年 - 東ブクロ、お笑い芸人（さらば青春の光）
- 1985年 - アンドリュー・アルバース、プロ野球選手
- 1986年 - ユ・アイン、俳優
- 1986年 - エンジンコータロー、お笑い芸人
- 1987年 - 菅野結以、ファッションモデル
- 1987年 - 吉見衣世、グラビアアイドル
- 1987年 - 楠本千奈、起業家、女優、元新体操選手
- 1987年 - 白井英介、実業家
- 1987年 - 今成亮太、元プロ野球選手
- 1987年 - 安田圭佑、元プロ野球選手
- 1988年 - 寺田菜々海、アナウンサー
- 1988年 - 下平匠、サッカー選手
- 1988年 - 堀北真希、元女優
- 1988年 - 大山暁史、元プロ野球選手
- 1989年 - 久代萌美、アナウンサー
- 1990年 - 江國冴香、ミュージカル俳優
- 1990年 - 山口螢、サッカー選手
- 1990年 - 丸山亜季、元バレーボール選手
- 1990年 - ハン・ソナ、歌手
- 1991年 - 中村裕香里、女優
- 1991年 - 廣瀨大貴、陸上選手
- 1992年 - 棚橋宗一郎、ラグビー選手
- 1992年 - 東園恵、フリーアナウンサー
- 1993年 - 伊藤沙恵、将棋棋士
- 1993年 - 朝比奈彩、モデル、タレント
- 1993年 - 西山恵子、モデル
- 1993年 - 元木聖也、俳優
- 1994年 - 渡辺和史、将棋棋士
- 1994年 - 水野菜穂、バスケットボール選手
- 1995年 - 山本彰吾、ダンサー（THE RAMPAGE from EXILE TRIBE）
- 1995年 - 川崎美海、女優
- 1995年 - 跡美しゅり、アイドル、元AV女優
- 1996年 - 高橋一輝、サッカー選手
- 1996年 - 三上丈、声優
- 1996年 - 永田薫、アイドル（MAG!C☆PRINCE）
- 1997年 - 村林一輝、プロ野球選手
- 1997年 - よみぃ、YouTuber、作曲家、ピアニスト
- 1998年 - 住永翔、サッカー選手
- 1998年 - 堺愛海、元アイドル（FES☆TIVE）
- 1998年 - 凛咲子、グラビアアイドル
- 1999年 - 阿部なつき、モデル
- 1999年 - トレバー・ローレンス、アメリカンフットボール選手
- 1999年 - 菊地実結、バレーボール選手
- 1999年 - 鈴木ユリア、ファッションモデル、タレント
- 2000年 - アディソン・レイ、シンガーソングライター
- 2000年 - 金田胡桃、元アイドル（KissBee）
- 2001年 - 本田仁美、アイドル（SAY MY NAME、元AKB48、元IZ*ONE）
- 2001年 - 安齋陽菜、ファッションモデル
- 2003年 - 片岡凜、女優
- 2004年 - ＃KTちゃん、アーティスト
- 2004年 - ハニ、歌手（NewJeans）
- 2005年 - 橋迫鈴、アイドル（アンジュルム）
- 2005年 - 清水麻成、プロ野球選手
- 生年不詳 - 黒沢咲、プロ雀士
- 生年不詳 - 下田岺易、声優
- 生年不詳 - 田中ちえ美、声優
- 生年不詳 - 新田綾香、声優
- 生年不詳 - 矢野亜沙美、声優
- 生年不詳 - 黒木悦子、モデル、シャンソン歌手
- 生年不詳 - 菊池ゆう、モデル、レースクイーン

## 忌日

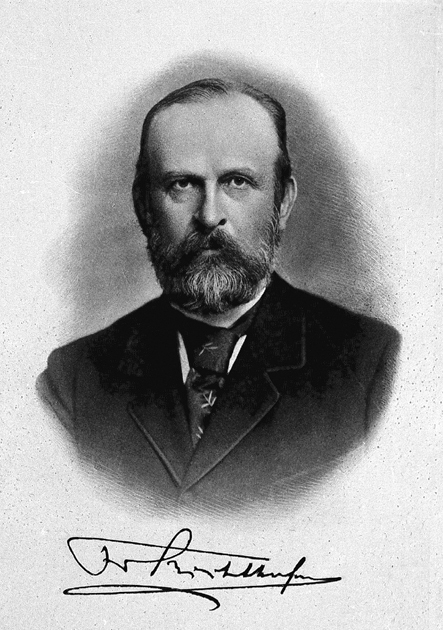
ドイツの地理学者にして探検家、フェルディナント・フォン・リヒトホーフェン(1833-1905)没。

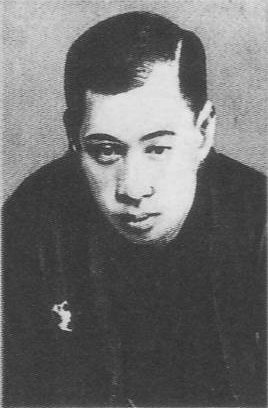
上方落語の鬼才、初代桂春団治(1878-1934)没。

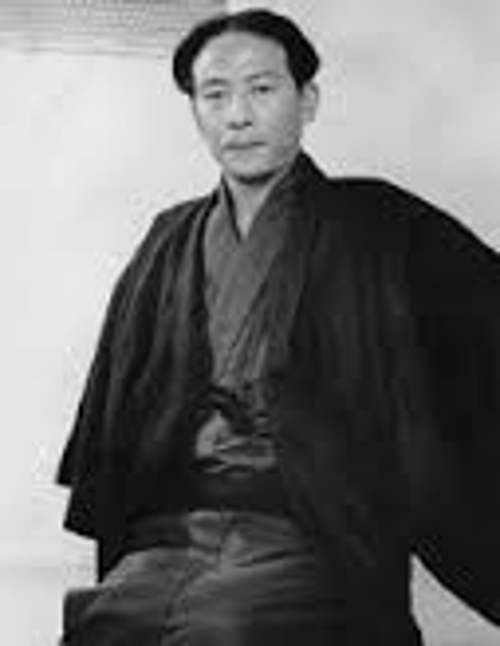
小説家久生十蘭(1902-1957)没。

- 23年（地皇4年9月3日） - 王莽、新の皇帝（* 前45年(初元4年））
- 691年（持統5年9月9日） - 川島皇子、天智天皇の第二皇子（* 657年）
- 877年 - シャルル2世、西フランク王（* 823年）
- 997年（長徳3年8月27日） - 源満仲、平安時代の武将（* 912年?）
- 1014年 - サムイル、ブルガリアのツァーリ（* 958年）
- 1106年 - ケルンのブルーノ、カトリック聖職者・カルトジオ会創設者（* 1030年頃）
- 1495年（明応4年9月18日） - 大内政弘、守護大名（* 1446年）
- 1610年（慶長15年8月20日） - 細川幽斎[14]、戦国武将、歌人、茶人（* 1534年）
- 1644年 - イサベル、スペイン王フェリペ4世の妃（* 1602年）
- 1748年 - ニコラ・グラッシ、画家（* 1682年）
- 1754年 - アダム・ファルケンハーゲン（英語版）、リュート奏者、作曲家（* 1697年）
- 1762年 - フランチェスコ・マンフレディーニ、作曲家（* 1684年）
- 1768年 - アントワーヌ・デリゼ（フランス語版）、建築家（* 1685年）
- 1780年 - イグナティウス・シッヘルバルト（英語版）、イエズス会宣教師、画家（* 1708年）
- 1783年 - カスパル・ヴォルフ（英語版）、画家（* 1735年）
- 1786年 - アントニオ・サッキーニ、作曲家（* 1730年）
- 1799年 - ウィリアム・ウィザリング、科学者（* 1741年）
- 1819年 - カルロ・エマヌエーレ4世、第4代サルデーニャ王（* 1751年）
- 1821年 - アンデシュ・ヤハン・レチウス、薬剤師、植物学者、昆虫学者（* 1742年）
- 1837年 - ジャン＝フランソワ・ル・スュール、作曲家（* 1760年）
- 1856年 - グスタフ・アドルフ・ヒッピウス（英語版）、画家、リトグラフ作家（* 1792年）
- 1863年 - フランシス・ミルトン・トロロープ（英語版）、小説家（* 1779年）
- 1864年（元治元年9月6日） - 葛山武八郎、新選組伍長（* 生年不詳）
- 1873年 - フリードリヒ・ヴィーク、ピアノ教育者（* 1785年）
- 1880年 - ベンジャミン・パース、数学者（* 1809年）
- 1889年 - ジュール・デュプレ、画家（* 1811年）
- 1891年 - カール1世、ヴュルテンベルク王国第3代国王（* 1823年）
- 1891年 - チャールズ・スチュワート・パーネル、アイルランドの政治指導者（* 1846年）
- 1892年 - アルフレッド・テニスン、詩人（* 1809年）
- 1893年 - フォード・マドックス・ブラウン、画家（* 1821年）
- 1905年 - フェルディナント・フォン・リヒトホーフェン、地理学者、探検家（* 1833年）
- 1912年 - オーギュスト・ベールナールト、ベルギー首相（* 1829年）
- 1920年 - 黒岩涙香、ジャーナリスト、推理作家（* 1862年）
- 1928年 - 渡辺政之輔、労働運動家、政治活動家（* 1899年）
- 1932年 - 渋沢篤二、実業家（* 1872年）
- 1933年 - ザカリア・パリアシュヴィリ、作曲家（* 1871年）
- 1934年 - 河合浩蔵、建築家（* 1856年）
- 1934年 - 初代桂春団治、落語家（* 1878年）
- 1936年 - ロドニー・ヒース、テニス選手（* 1884年）
- 1942年 - 巌本善治、教育者、評論家（* 1863年）
- 1946年 - 森本薫、劇作家、演出家、翻訳家（* 1912年）
- 1947年 - レーヴィ・マデトヤ、作曲家（* 1887年）
- 1947年 - 前田若尾、教育者、平塚裁縫女学校（現:洗足学園音楽大学）創立者（* 1888年）
- 1950年 - ウィリス・キャリア、技術者（* 1876年）
- 1951年 - ウィル・キース・ケロッグ（英語版）、実業家、ケロッグ社設立者（* 1860年）
- 1951年 - オットー・マイヤーホフ、生化学者（* 1884年）
- 1954年 - 尾崎行雄、政治家（* 1858年）
- 1956年 - チャールズ・メリル（英語版）、実業家、メリルリンチ共同設立者（* 1885年）
- 1957年 - 久生十蘭、小説家（* 1902年）
- 1959年 - バーナード・ベレンソン、美術史家（* 1865年）
- 1962年 - トッド・ブラウニング、映画監督（* 1880年）
- 1962年 - 金田邦夫、実業家、サンスター創業者（* 1911年）
- 1965年 - 室井豊、プロ野球選手（* 1915年）
- 1971年 - 川島理一郎、洋画家（* 1886年）
- 1973年 - シドニー・ブラックマー、俳優（* 1895年）
- 1973年 - フランソワ・セベール、F1ドライバー（* 1944年）
- 1974年 - ヘルムート・コイニク、F1ドライバー（* 1948年）
- 1976年 - ギルバート・ライル、哲学者（* 1900年）
- 1980年 - 竹腰重丸、サッカー選手・指導者（* 1906年）
- 1980年 - 北原文枝、声優、女優（* 1920年）
- 1980年 - ジャン・ロビック、元自転車競技選手（* 1921年）
- 1981年 - アンワル・アッ＝サーダート、エジプト大統領（* 1918年）
- 1984年 - ジョージ・ゲイロード・シンプソン、古生物学者（* 1902年）
- 1984年 - 晝間弘、彫刻家（* 1916年）
- 1984年 - 古川啓三、プロ野球選手（* 1934年）
- 1985年 - 濱田観、画家（* 1898年）
- 1985年 - 斎藤晋一、実業家、元住友ゴム工業社長（* 1913年）
- 1985年 - ネルソン・リドル（英語版）、編曲家、作曲家（* 1985年）
- 1987年 - 箱根宏、実業家、政治家、第11・14・15代土浦市長（* 1919年）
- 1987年 - 馬場伸也、国際政治学者（* 1937年）
- 1989年 - 安倍源基、官僚、弁護士、政治家、第61代内務大臣（* 1894年）
- 1989年 - ハワード・ガーンズ（英語版）、建築家、数独（ナンバープレイス）考案者（* 1905年）
- 1989年 - ベティ・デイヴィス、女優（* 1908年）
- 1991年 - 小坂奇石、書家（* 1901年）
- 1992年 - エリザベート・トレスコフ（ドイツ語版）、金細工師（* 1898年）
- 1992年 - デンホルム・エリオット、俳優（* 1922年）
- 1994年 - 中尾彰、洋画家（* 1904年）
- 1996年 - 若原春江、女優、歌手（* 1919年）
- 1996年 - 朴重国、政治家（* 1928年）
- 1997年 - ジョニー・ヴァンダー・ミーア、プロ野球選手（* 1914年）
- 1997年 - 牛山純一、ドキュメンタリー映像作家（* 1930年）
- 1997年 - 内海好江、漫才師（* 1936年）
- 1997年 - 熊翁博、元大相撲力士（* 1965年）
- 1998年 - 森鼻武芳、銀行家、元北海道銀行頭取（* 1915年）
- 1999年 - アマリア・ロドリゲス、ファド歌手、女優（* 1920年）
- 1999年 - ゴリラ・モンスーン、プロレスラー（* 1937年）
- 2000年 - 齋藤裕、実業家、元新日本製鐵（現日本製鉄）社長（* 1920年）
- 2001年 - ミゲール・デルトロ、プロ野球選手（* 1972年）
- 2002年 - ベン・イーストマン、陸上競技選手（* 1911年）
- 2002年 - 土屋敦博、保健学者、元長野大学学長（* 1916年）
- 2002年 - クラウス・フォン・アムスベルク、オランダ女王ベアトリクスの王配（* 1926年）
- 2003年 - 安田幸吉、元プロゴルファー（* 1905年）
- 2005年 - 斉藤一雄、政治家（* 1925年）
- 2006年 - バック・オニール、野球選手、監督（* 1911年）
- 2006年 - ウィルスン・タッカー、SF作家、推理作家（* 1914年）
- 2006年 - 川合喜一、政治家、元埼玉県川越市長（* 1917年）
- 2006年 - ハインツ・ジールマン、写真家、動物学者（* 1917年）
- 2006年 - イーゴリ・ラティシェフ、ジャーナリスト（* 1925年）
- 2006年 - ワレンチン・ムラトフ、体操選手、1952年ヘルシンキ五輪・1956年メルボルン五輪金メダリスト（* 1928年）
- 2007年 - グエン・ベト、ベトちゃんドクちゃんの兄（* 1981年）
- 2008年 - 山下肇、ドイツ文学者（* 1920年）
- 2009年 - 瓜生喬、脚本家、作家（* 1931年）
- 2010年 - 愚乱・浪花、プロレスラー（* 1977年）
- 2011年 - ダイアン・シレント（英語版）、女優（* 1932年）
- 2011年 - 青山景、漫画家（* 1979年）
- 2012年 - 福原朝悦[15]、アマチュア野球指導者（* 1928年）
- 2013年 - 中園健司、脚本家（* 1952年）
- 2014年 - 横川正市、官僚、政治家（* 1915年）
- 2014年 - マリアン・セルデス、女優（* 1928年）
- 2014年 - 清元志佐雄太夫、清元節浄瑠璃方（* 1936年）
- 2014年 - セルゲイ・ザカルリュカ、サッカー選手（* 1976年）
- 2016年 - 矢橋浩吉、実業家、元揖斐川電気工業（現イビデン）社長（* 1919年）
- 2016年 - 広瀬善男、法学者、明治学院大学名誉教授（* 1927年）
- 2016年 - 長尾みのる、イラストレーター、装丁家（* 1929年）
- 2017年 - 篠崎年子、政治家（* 1918年）
- 2017年 - 井関正昭、美術評論家、東京都庭園美術館名誉館長（* 1928年）
- 2017年 - コニー・ホーキンズ、元バスケットボール選手（* 1942年）
- 2018年 - ミシェル・ヴォヴェル、歴史家（* 1933年）
- 2018年 - モンセラート・カバリェ、ソプラノ歌手（* 1933年）
- 2018年 - 大原誠、TVディレクター、演出家（* 1937年）
- 2018年 - スコット・ウィルソン、俳優（* 1942年）
- 2018年 - ドン・アスカリアン、映画監督、脚本家（* 1949年）
- 2018年 - ビクトリア・マリノバ、ジャーナリスト、TV番組司会者（* 1988年）
- 2019年 - 金田正一、プロ野球選手、監督（* 1933年）
- 2019年 - リップ・テイラー、俳優、コメディアン（* 1935年）
- 2019年 - マルチン・ラウアー、元陸上競技選手、1960年ローマ五輪金メダリスト（* 1937年）
- 2019年 - ジンジャー・ベイカー、ミュージシャン、ドラマー（クリーム）（* 1939年）
- 2019年 - キアラン・カーソン、詩人（* 1948年）
- 2020年 - ジョン・ベアリング、貴族、銀行家、政治家、第7代アシュバートン男爵（* 1928年）
- 2020年 - ジョニー・ナッシュ（英語版）、シンガーソングライター（* 1940年）
- 2020年 - バニー・リー、音楽プロデューサー（* 1941年）
- 2020年 - エドワード・ヴァン・ヘイレン、ギタリスト、作曲家、編曲家（* 1955年）
- 2020年 - まつもと泉[16]、漫画家（* 1958年）
- 2021年 - マーティン・シャーウィン、歴史学者、タフツ大学名誉教授（* 1937年）
- 2021年 - アルヴィンド・トリヴェディ、俳優、政治家（* 1938年）
- 2021年 - 神谷郁代、ピアニスト（* 1946年）
- 2021年 - 浅岡朝泰、サッカー指導者、選手（* 1962年）
- 2022年 - フィル・リード、元オートバイレーサー（* 1939年）
- 2023年 - ローレン・カニングハム、キリスト教宣教師、ユース・ウィズ・ア・ミッション（YWAM）共同設立者（* 1935年）
- 2023年 - 岩國哲人、実業家、政治家、元メリルリンチ日本法人社長、元島根県出雲市長（* 1936年）
- 2023年 - モーリス・ブルグ、オーボエ演奏者、指揮者（* 1939年）

## 記念日・年中行事
- 六渡寺の獅子舞（ 日本）
富山県射水市にある日枝神社の秋祭りで「六渡寺獅子舞」が奉納される。安政3年（1856年）3月に加賀藩主前田斉泰が、中納言昇進のお祝いに赤飯・昆布・スルメを六渡寺住民に配布したお礼として獅子舞が舞われたとの記録が残る。夜祭では、天狗が松明を持って獅子の相手をする夜叟振舞が舞われる[17]。
- 国際協力の日（ 日本）
1954年のこの日に、日本が初の援助国としての国際協力として、途上国への技術協力のための国際組織「コロンボプラン」に加盟したことにちなみ、外務省と国際協力事業団 (JICA) が1987年に制定。
- 役所改革の日（ 日本）
1969年のこの日、千葉県松戸市役所が、松本清市長（当時）の発案による、従来の縦割り行政では対応できないような仕事にすぐに対応する「すぐやる課」を設置した。
- 陸軍記念日（ エジプト）
1973年のこの日、エジプト陸軍が、イスラエルの防衛線バーレブ・ラインに設定されたスエズ運河を渡りイスラエル国防軍に対して奇襲攻撃を行い、第四次中東戦争が始まったことを記念。
- ドイツ系アメリカ人の日（英語版）（ アメリカ合衆国）
1683年のこの日、初のドイツ人移民となるクレーフェルト出身の13家族がフィラデルフィアに上陸した。
- 国際ジオダイバーシティデー
2021年11月21日にユネスコ総会にて制定された。